# Équipe d'Ouzbékistan de Coupe Davis
L'équipe d'Ouzbékistan de Coupe Davis représente l'Ouzbékistan en Coupe Davis. Elle est placée sous l'égide de la Fédération ouzbèke de tennis.
L'Ouzbékistan a réalisé sa meilleure performance en jouant neuf fois les barrages permettant d'accéder au Groupe mondial : 1998, 1999, 2000, 2001, 2009, 2012, 2014, 2015 et 2016.

## Historique
Les joueurs ouzbeks ont d'abord eu la possibilité de participer à la Coupe Davis au sein de l'équipe soviétique jusqu'en 1992. À la suite de l'éclatement de l'URSS, l'équipe d'Ouzbékistan de Coupe Davis est créée en 1994.
Lors de sa première participation en 1994, l'équipe ouzbèke intègre le groupe III dans la zone Asie/Océanie. Emmené par Oleg Ogorodov, l'Ouzbékistan accède au groupe II dès 1995 puis au groupe I en 1997 avant de jouer pour la première fois les barrages d'accession au groupe mondial en 1998, s'inclinant 5-0 face à l'Australie. Les Ouzbeks jouent alors quatre fois de suite ces barrages, perdant à nouveau en 1999 face aux Tchèques (5-0), en 2000 face aux Néerlandais (4-1) et en 2001 face aux Espagnols (4-0).
Depuis 2005, l'équipe est emmenée par deux hommes : Denis Istomin et Farrukh Dustov (en). Accédant aux barrages en 2009, ils s'inclinent 5-0 contre les Belges, restant ainsi dans le groupe I. L'équipe tente une sixième fois d'accéder au groupe mondial en 2012 mais s'incline 3 à 1 face au Kazakhstan après avoir mené 1-0 (pour la première fois à ce niveau dans l'histoire de l'équipe) grâce à la victoire d'Istomin sur Evgeny Korolev. Atteignant à nouveau les barrages en 2014, les Ouzbeks s'inclinent lourdement contre l'Australie (5-0). Ils participent alors aux barrages durant trois années consécutives. En 2015, ils perdent 3-1 contre les États-Unis, après avoir mené grâce à Istomin, victorieux contre Steve Johnson. Puis, en 2016, l'Ouzbékistan frôle pour la première fois la qualification contre la Suisse : grâce à l'absence de Roger Federer et Stanislas Wawrinka dans l'équipe adverse, Istomin parvient à remporter ses deux matchs de simple, donnant d'abord l'avantage à son pays face à Antoine Bellier puis permettant à son équipe de recoller à 2-2 avec sa victoire contre Henri Laaksonen, mais Jurabek Karimov s'incline en quatre sets dans le match décisif contre Bellier.

## Joueurs de l'équipe
Les chiffres indiquent le nombre de victoires-défaites.
- Denis Istomine (45-26)
- Farrukh Dustov (en) (20-30)
- Temour Ismaïlov (1-4)
- Sanjar Fayziev (1-6)
- Jourabek Karimov (0-1)